# Trymalium venustum
Trymalium venustum är en brakvedsväxtart som beskrevs av B.L. Rye. Trymalium venustum ingår i släktet Trymalium och familjen brakvedsväxter. Inga underarter finns listade i Catalogue of Life.